# Сольес-Тука
Солье́с-Тука́ (фр. Solliès-Toucas) — коммуна на юго-востоке Франции в регионе Прованс — Альпы — Лазурный берег, департамент Вар, округ Тулон, кантон Сольес-Пон.
Площадь коммуны — 30,09 км², население — 4907 человек (2006) с выраженной тенденцией к росту: 5375 человек (2012), плотность населения — 179,0 чел/км².

## Население
Население коммуны в 2011 году составляло — 5251 человек, а в 2012 году — 5375 человек.
| 1962 | 1968 | 1975 | 1982 | 1990 | 1999 | 2006 | 2008 | 2011 | 2012 |
| ---- | ---- | ---- | ---- | ---- | ---- | ---- | ---- | ---- | ---- |
| 1331 | 1287 | 1549 | 2098 | 3439 | 4397 | 4907 | 5059 | 5251 | 5375 |

Динамика населения:

## Экономика
В 2010 году из 3366 человек трудоспособного возраста (от 15 до 64 лет) 2386 были экономически активными, 980 — неактивными (показатель активности 70,9 %, в 1999 году — 65,4 %). Из 2386 активных трудоспособных жителей работали 2184 человека (1178 мужчин и 1006 женщин), 202 числились безработными (83 мужчины и 119 женщин). Среди 980 трудоспособных неактивных граждан 337 были учениками либо студентами, 313 — пенсионерами, а ещё 330 — были неактивны в силу других причин.
На протяжении 2010 года в коммуне числилось 1952 облагаемых налогом домохозяйства, в которых проживало 5039,0 человек. При этом медиана доходов составила 21 223 евро на одного налогоплательщика.